# アンダーウォーター
『アンダーウォーター』（Underwater）は2020年のアメリカ合衆国のスリラー映画。監督はウィリアム・ユーバンク、出演はクリステン・スチュワートとヴァンサン・カッセルなど。
海底地震で目覚めた未知の生命体に襲撃された深海の調査基地の研究員たちのサバイバルを描いている。
日本国内で劇場公開されなかったが、2020年9月2日にiTunesでの配信が始まった。また、20世紀スタジオ・インターナショナルの公式サイトは、同年8月6日に閉鎖したため、日本における20世紀フォックス作品として、ウォルト・ディズニー・ジャパンによるブエナ・ビスタ・インターナショナルのレーベルで担当するのは、本作のみとなる。
なお、本作をアメリカで配給を担当した20世紀フォックスは2020年1月17日に社名を20世紀スタジオに変更した。そのため、本作が20世紀フォックス名義で配給を担当した最後の映画作品となった。

## ストーリー
ノラ・プライスたちは海面下7マイル（約11265m）にある施設で研究・調査を行っていた。そんなある日、大地震が発生し、施設が致命的な損傷を受けてしまった。救助が来るまで酸素が持たない可能性が高かったため、ノラたちは潜水服を着て近くにある施設まで向かうことにした。ところが、ノラたちは別の危機に直面することになった。地震をきっかけに、海底に潜んでいた未知の生命体が覚醒してしまい、ノラたちに襲いかかったのである。

## キャスト
※括弧内は日本語吹替声優。
- ノラ・プライス: クリステン・スチュワート（木下紗華）

エンジニア
- W・ルシアン: ヴァンサン・カッセル（咲野俊介）

隊長
- ポール・アベル: T・J・ミラー（佐藤せつじ）

エンジニア
- エミリー・ハヴァシャム: ジェシカ・ヘンウィック（森なな子）

生物学者
- リアム・スミス: ジョン・ギャラガー・Jr（川中子雅人）

オペレーター
- ロドリゴ・ナジェンダ: ママドゥ・アティエ（田所陽向）

エンジニア
- リー・ミラー: ガンナー・ライト（英語版）

その他の日本語吹き替え - 唐戸俊太郎、金田愛、きそひろこ、岡本幸輔

## 日本語版スタッフ
- 日本語字幕：中沢志乃

## 製作
2017年2月22日、クリステン・スチュワートが本作の出演交渉に臨んでいるとの報道があった。3月7日、T・J・ミラーとジェシカ・ヘンウィックが本作に出演することになったと報じられた。同月下旬、本作の主要撮影がニューオーリンズで始まった。4月、ヴァンサン・カッセル、ママドゥ・アティエ、ジョン・ギャラガー・Jrがキャスト入りした。撮影終了後の2017年5月、ガンナー・ライトもキャストに含まれていることが明らかになった。撮影後、ウィリアム・ユーバンク監督はクトゥルフを怪物として登場させるため、H・P・ラヴクラフトの神話に基づいたアルファクリーチャーをデザインすることに決めた。
2018年5月2日、マルコ・ベルトラミとブランドン・ロバーツが本作で使用される映画音楽を手掛けることになったと報じられ、フォックス・ミュージックとハリウッド・レコードから発売された。

## マーケティング・興行収入
2019年8月19日、本作のオフィシャル・トレイラーが公開された。
本作は『コスメティック・ウォー わたしたちがBOOSよ!』と同じ週に封切られ、公開初週末に600万ドル前後を稼ぎ出すと予想されていたが、実際の数字はそれを若干上回るものとなった。2020年1月10日、本作は全米2791館で公開され、公開初週末に700万ドルを稼ぎ出し、週末興行収入ランキング初登場7位となった。

## 評価
本作に対する批評家からの評価は平凡なものに留まっている。映画批評集積サイトのRotten Tomatoesには215件のレビューがあり、批評家支持率は47%、平均点は10点満点で5.3点となっている。サイト側による批評家の見解の要約は「『アンダーウォーター』の出演者は実力派揃いで、演出もスタイリッシュである。しかし、そのことを以てしても、この閉所恐怖症スリラーのオリジナリティに欠けるストーリーが喚起する感覚には強い既視感を覚えてしまう。」となっている。また、Metacriticには35件のレビューがあり、加重平均値は49/100となっている。なお、本作のCinemaScoreはCとなっている。